# کوه سفید (باخرز)
کوه سفید (تایباد)، روستایی از توابع مرکزی شهرستان باخرز در استان خراسان رضوی ایران است.

## جمعیت
این روستا در دهستان مالین قرار دارد و براساس سرشماری مرکز آمار ایران در سال ۱۳۸۵، جمعیت آن ۹۱۹ نفر (۱۸۳خانوار) بوده‌است.